# سام کوئری
سام کوئری (به انگلیسی: Sam Querrey) (زاده ۷ اکتبر ۱۹۸۷ - سان فرانسیسکو، کالیفرنیا) تنیس‌باز اهل کشور ایالات متحده آمریکا است.
کوئری در مسابقات بین‌المللی مهمی شرکت کرده است که می‌توان به صعود وی به مرحله یک چهارم نهایی مسابقات تنیس آزاد آمریکا در بخش دونفره اشاره کرد، بهترین رتبه وی در رتبه‌بندی جهانی تنیس ۱۷ (۳۱ ژانویه ۲۰۱۱) بوده است.